# Crosslauf-Europameisterschaften 1999
Die 6. Crosslauf-Europameisterschaften der EAA fanden am 12. Dezember 1999 in Velenje (Slowenien) statt.
Die Männer starteten über 9,75 km, die Junioren über 6,55 km, die Frauen über 4,95 km und die Juniorinnen über 3,35 km.

## Ergebnisse

### Männer

#### Einzelwertung
| Platz | Athlet             | Land | Zeit (min) |
| ----- | ------------------ | ---- | ---------- |
| 1     | Paulo Guerra       | POR  | 32:45      |
| 2     | Eduardo Henriques  | POR  | 32:50      |
| 3     | Jon Brown          | GBR  | 33:32      |
| 4     | Mustapha El Ahmadi | FRA  | 33:41      |
| 5     | Domingos Castro    | POR  | 33:44      |
| 6     | Claes Nyberg       | SWE  | 33:46      |
| 7     | Serhij Lebid       | UKR  | 33:50      |
| 8     | Umberto Pusterla   | ITA  | 33:53      |

Von 84 gemeldeten Athleten starteten 83 und erreichten 80 das Ziel.
Teilnehmer aus deutschsprachigen Ländern:
- 41: Christian Pflügl (AUT), 35:40
- 49: Peter Wundsam (AUT), 36:06
- 50: Bernhard Richter (AUT), 36:08
- 62: Harald Steindorfer (AUT), 37:02
- DNF: Günther Weidlinger (AUT)

#### Teamwertung
| Platz | Land und Athleten                                                          | Gesamtpunktzahl und Einzelplatzierung |
| ----- | -------------------------------------------------------------------------- | ------------------------------------- |
| 1     | Vereinigtes Königreich Jon Brown Karl Keska Dominic Bannister Keith Cullen | 35 03 09 11 12                        |
| 2     | Portugal Paulo Guerra Eduardo Henriques Domingos Castro Vítor Almeida      | 41 01 02 05 33                        |
| 3     | Frankreich Mustapha El Ahmadi Lahbib Hanini Augusto Gomes Laurent Vapaille | 58 04 15 16 23                        |

Insgesamt wurden 15 Teams gewertet. Die österreichische Mannschaft belegte mit 202 Punkten den zehnten Platz.

### Frauen

#### Einzelwertung
| Platz | Athletin               | Land | Zeit (min) |
| ----- | ---------------------- | ---- | ---------- |
| 1     | Anita Weyermann        | SUI  | 18:53      |
| 2     | Constantina Diță       | ROU  | 19:01      |
| 3     | Olivera Jevtić         | YUG  | 19:03      |
| 4     | Liz Yelling            | GBR  | 19:06      |
| 5     | Tatjana Tomaschowa     | RUS  | 19:09      |
| 6     | Rakiya Maraoui-Quétier | FRA  | 19:09      |
| 7     | Margarita Marusowa     | RUS  | 19:10      |
| 8     | Fatima Yvelain         | FRA  | 19:14      |

Von 62 gestarteten Athletinnen erreichten 58 das Ziel.
Weitere Teilnehmerinnen aus deutschsprachigen Ländern:
- 23: Marie-Luce Romanens (SUI), 19:52
- 37: Sandra Baumann (AUT), 20:35
- 41: Andrea Mayr (AUT), 20:54
- 53: Martina Winter (AUT), 21:51

#### Teamwertung
| Platz | Land und Athletinnen                                            | Gesamtpunktzahl und Einzelplatzierung |
| ----- | --------------------------------------------------------------- | ------------------------------------- |
| 1     | Frankreich Rakiya Maraoui-Quetier Fatima Yvelain Fatima Hajjami | 34 06 08 20                           |
| 2     | Rumänien Constantina Diță Iulia Olteanu Lelia Papură            | 35 02 12 21                           |
| 3     | Portugal Helena Sampaio Marina Bastos Analídia Torre            | 39 11 13 15                           |

Insgesamt wurden zwölf Teams gewertet. Die österreichische Mannschaft kam mit 131 Punkten auf den zehnten Platz.

### Junioren

#### Einzelwertung
| Platz | Athlet          | Land | Zeit (min) |
| ----- | --------------- | ---- | ---------- |
| 1     | Hans Janssens   | BEL  | 23:00      |
| 2     | Guillaume Eraud | FRA  | 23:12      |
| 3     | Turo Inkiläinen | FIN  | 23:12      |

Von 104 gestarteten Athleten erreichten 100 das Ziel.
Teilnehmer aus deutschsprachigen Ländern und Regionen:
- 4: Martin Pröll (AUT), 23:15
- 6: Carlo Schuff (GER), 23:19
- 18: Thomas Benz (SUI), 23:43
- 22: Sebastian Friedrich (GER), 23:50
- 26: Raphael Schäfer (GER), 23:59
- 29: Christian Obrist (ITA), 24:03
- 37: Georg Mlynek (AUT), 24:18
- 39: Florian Heinzle (AUT), 24:19
- 41: Florian Dürr (AUT), 24:25
- 54: Patrick Nispel (SUI), 24:40
- 60: Philipp Imoberdorf (SUI), 24:48
- 67: Torben Everszumrode (GER), 25:00
- 71: Michel Brügger (SUI), 25:05
- 76: Mario Weiss (AUT), 25:11
- 95: Christian Köhler (GER), 26:34

#### Teamwertung
| Platz | Land und Athleten                                                        | Gesamtpunktzahl und Einzelplatzierung |
| ----- | ------------------------------------------------------------------------ | ------------------------------------- |
| 1     | Vereinigtes Königreich Mohammed Farah Steven Vernon Christopher Thompson | 26 05 10 11                           |
| 2     | Frankreich Guillaume Eraud Malik Bahloul Kevin Paulsen                   | 38 02 12 24                           |
| 3     | Irland Gary Murray Brian Keane Mark Smyth                                | 43 08 15 20                           |

Insgesamt wurden 23 Teams gewertet. Die deutsche Mannschaft belegte mit 54 Punkten den fünften, die österreichische Mannschaft mit 80 Punkten den sechsten und die Schweizer Mannschaft mit 132 Punkten den zwölften Platz.

### Juniorinnen

#### Einzelwertung
| Platz | Athletin            | Land | Zeit (min) |
| ----- | ------------------- | ---- | ---------- |
| 1     | Inês Monteiro       | POR  | 12:48      |
| 2     | Nicola Spirig       | SUI  | 12:55      |
| 3     | Ane Marie Moutsinga | ROU  | 13:02      |

Von 87 gestarteten Athletinnen erreichten 82 das Ziel.
Weitere Teilnehmerinnen aus deutschsprachigen Ländern:
- 9: Christina Carruzzo (SUI), 13:13
- 29: Lea Vetsch (SUI), 13:39
- 30: Maja Neuenschwander (SUI), 13:40
- 36: Tina Tremmel (GER), 13:50
- 44: Andrea Kupper (GER), 13:55
- 46: Susanne Bauch (GER), 13:56
- 47: Alexandra Kumpf (AUT), 13:56
- 52: Cornelia Heinzle (AUT), 14:04
- 56: Kerstin Werner (GER), 14:10
- 61: Marina Hilschenz (GER), 14:14
- 71: Monika Vogel (SUI), 14:35
- 78: Astrid Moser (AUT), 15:22

#### Teamwertung
| Platz | Land und Athletinnen                                        | Gesamtpunktzahl und Einzelplatzierung |
| ----- | ----------------------------------------------------------- | ------------------------------------- |
| 1     | Türkei Türkan Erişmiş Sebile Bekele Özyurt Elvan Can        | 27 04 06 17                           |
| 2     | Portugal Inês Monteiro Jéssica Augusto Sandra Dias          | 32 01 08 23                           |
| 3     | Belgien Kim Offergeld Sigrid Vanden Bempt Mélissa Benoumeur | 34 05 13 16                           |

Insgesamt wurden 18 Teams gewertet. Die Schweizer Mannschaft belegte mit 40 Punkten den vierten, die deutsche Mannschaft mit 126 Punkten den elften und die österreichische Mannschaft mit 177 Punkten den 16. Platz.